# St. Johannes Baptist (Inning am Ammersee)

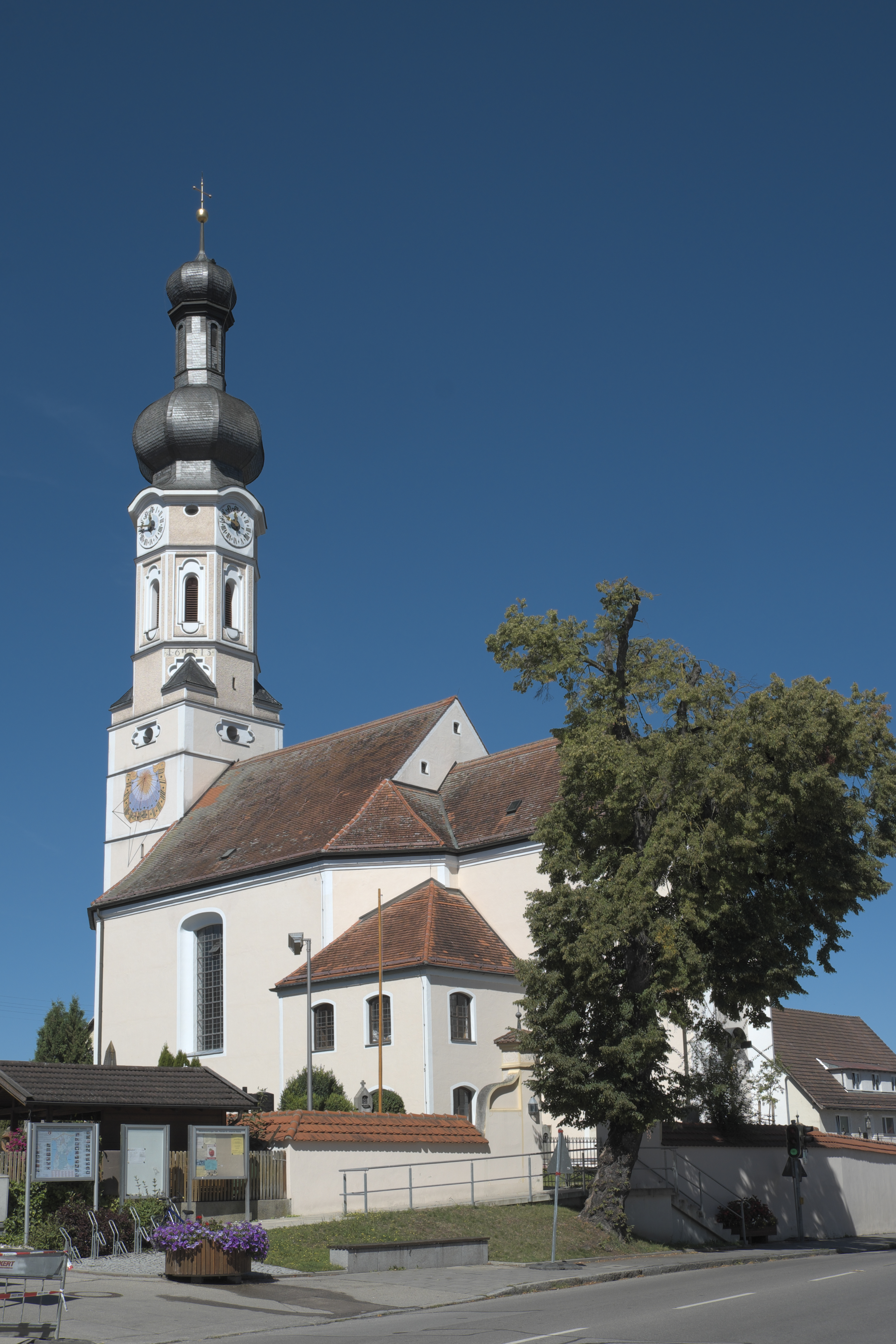
Pfarrkirche St. Johannes Baptist

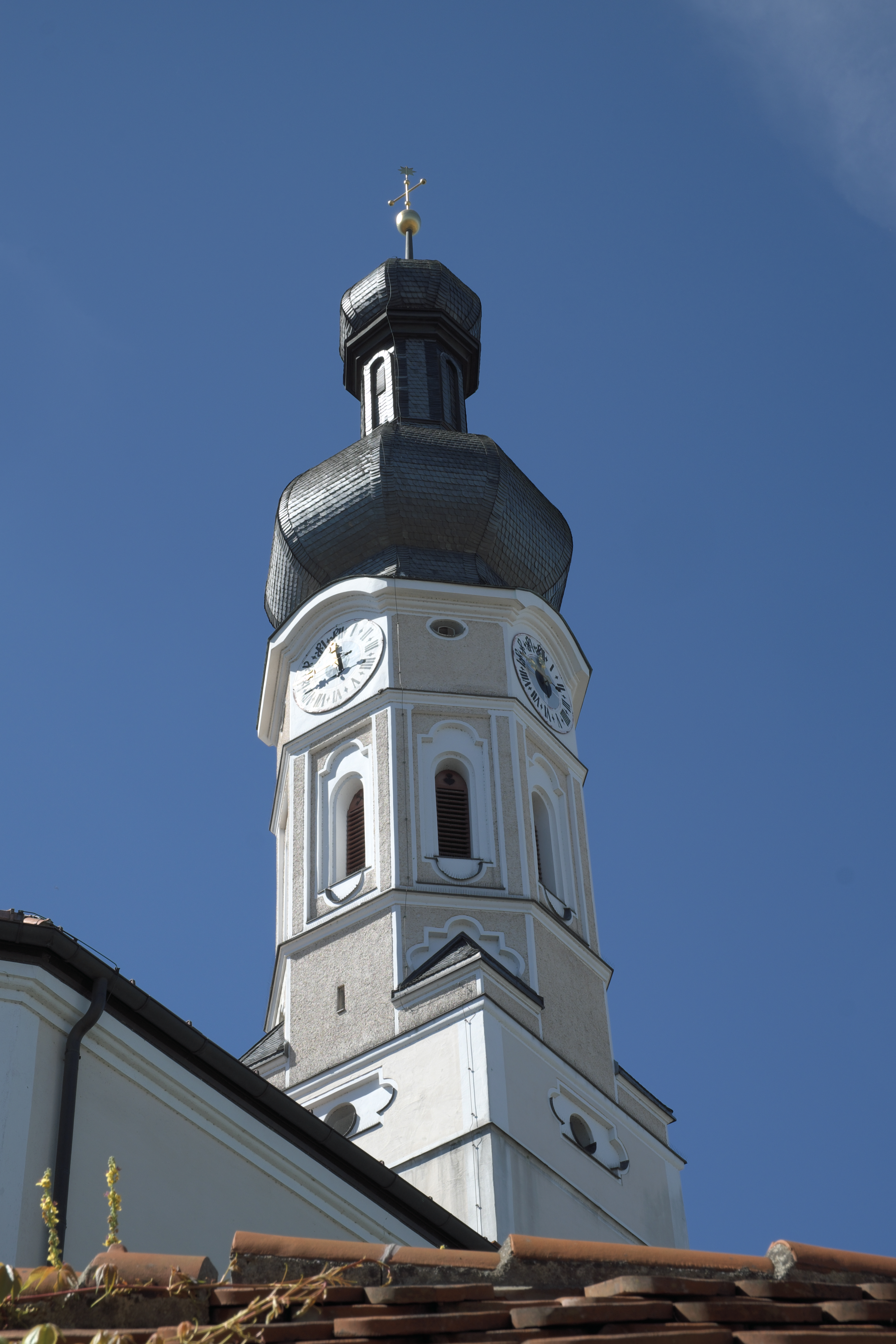
Glockenturm

Die katholische Pfarrkirche St. Johannes Baptist  in Inning am Ammersee, einer Gemeinde im oberbayerischen Landkreis Starnberg, wurde in der zweiten Hälfte des 18. Jahrhunderts auf den Grundmauern einer spätgotischen Vorgängerkirche errichtet. Die erhöht im alten ummauerten Friedhof gelegene Kirche ist Johannes dem Täufer geweiht. In der Kirche ist ein qualitätsvoller Stuckdekor im Stil des späten Rokoko erhalten.

## Geschichte
Bei der Pfarrei von Inning geht man von einer frühen Gründung aus. Der im Jahr 1021 erstmals urkundlich erwähnte Ort lag an einer wichtigen Fernhandelsstraße zwischen München und dem Bodensee. Von den frühen Kirchenbauten hat sich allerdings nichts erhalten. Die Anlage des Chors und der Unterbau des Turms gehen auf das 15. Jahrhundert zurück. Das Turmoktogon wurde um 1681 vermutlich von Caspar Feichtmayr aufgebaut. In der Mitte des 18. Jahrhunderts erachtete man die alte Kirche als zu klein. Vor allem zwei Pfarrer, die nacheinander amtierten, veranlassten die Verwaltung der Herrschaft Seefeld, die im Besitz der Grafen von Toerring war und zu der Inning gehörte, zum Neubau der Kirche.
Obwohl schriftliche Verträge nicht erhalten sind, nimmt man als Baumeister Leonhard Matthäus Gießl und Balthasar Trischberger an. 1765/66 wurde mit den Bauarbeiten begonnen, 1767 erfolgte die Stuckierung und Ausmalung mit Fresken. Im Jahr 1780 wurde die Kirche durch den Augsburger Weihbischof Johann Nepomuk August Freiherr von Ungelter geweiht.
In den Jahren 2014 und 2016 wurde festgestellt, dass der Glockenturm einsturzgefährdet ist und die Glocken erneuert werden müssen. Folglich wurden im Jahr 2018 neue Glocken angeschafft, die 2025 im Wege einer Renovierung eingebaut werden sollen. Die Pfarrei rechnete im Februar 2023 mit Kosten von 1,8 Millionen Euro.

## Architektur

### Außenbau
Der im Ursprung gotische Chor wird außen von abgetreppten Strebepfeilern gegliedert. Im südlichen Chorwinkel ist die Sakristei angebaut. Das wesentlich breitere Kirchenschiff wird von einem Satteldach gedeckt. In den westlichen Vorbau ist der Turm eingebaut, dessen schlanker, oktogonaler Aufbau von einer Doppelzwiebelhaube mit hoher Laterne bekrönt wird.

### Innenraum

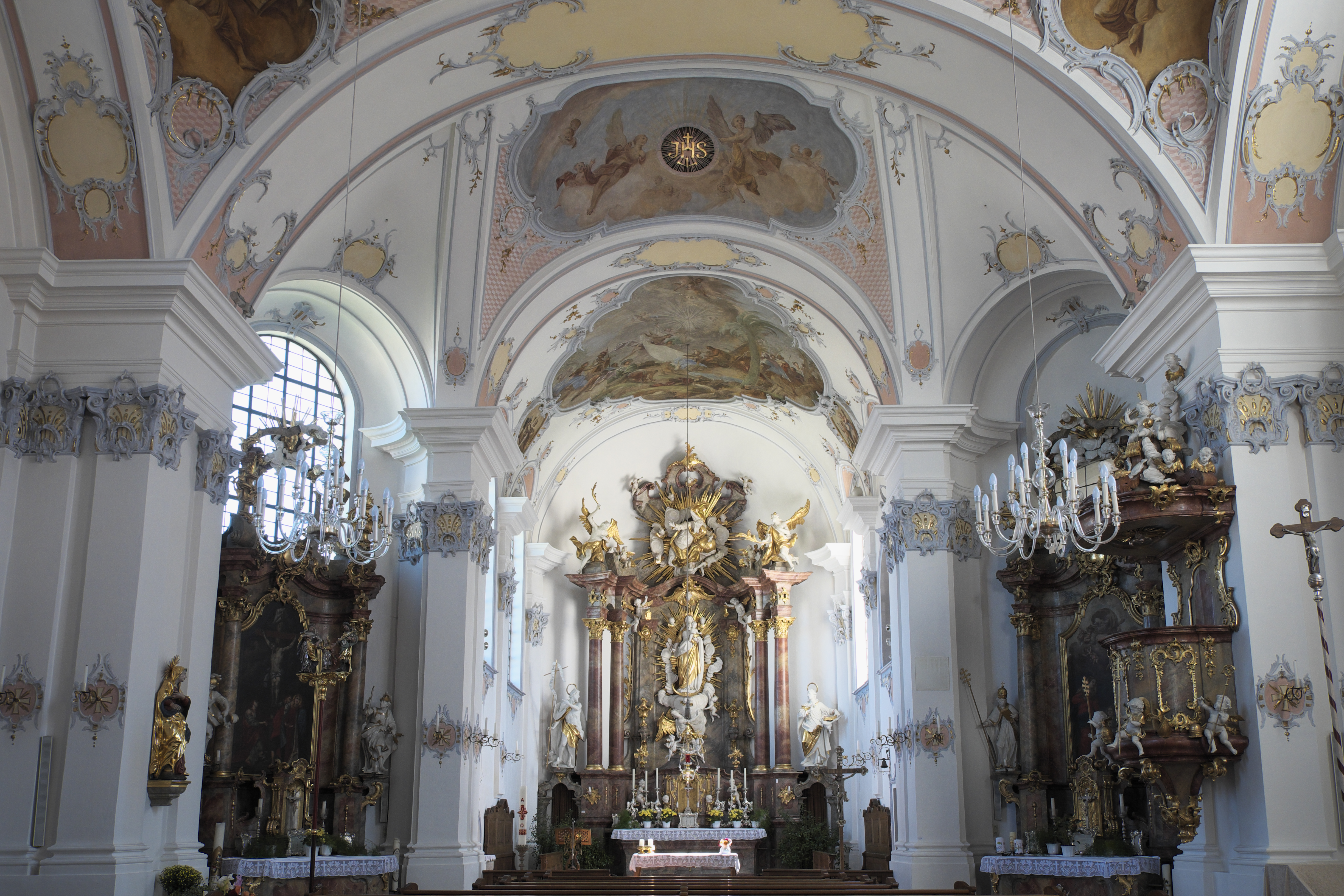
Innenraum

Der Innenraum ist als quadratischer Saalbau angelegt und wird von einer Flachkuppel gedeckt, die auf breiten Gurt- und Schildbögen aufliegt und von massiven Eckpfeilern mit doppelten Pilastervorlagen getragen wird. Im Osten und Westen sind trapezförmige Raumteile angefügt, der östliche leitet zum stark eingezogenen, dreiseitig geschlossenen Chor über, der westliche bezieht den Turm mit vorgelagerter, auf geschnitzten Holzsäulen aufliegenden Doppelempore und Orgel mit ein. Der zweijochige Chor wird von einer Stichkappentonne gedeckt. An der Südseite des Chors, über der Sakristei, ist eine Patronatsloge eingebaut.

## Stuck

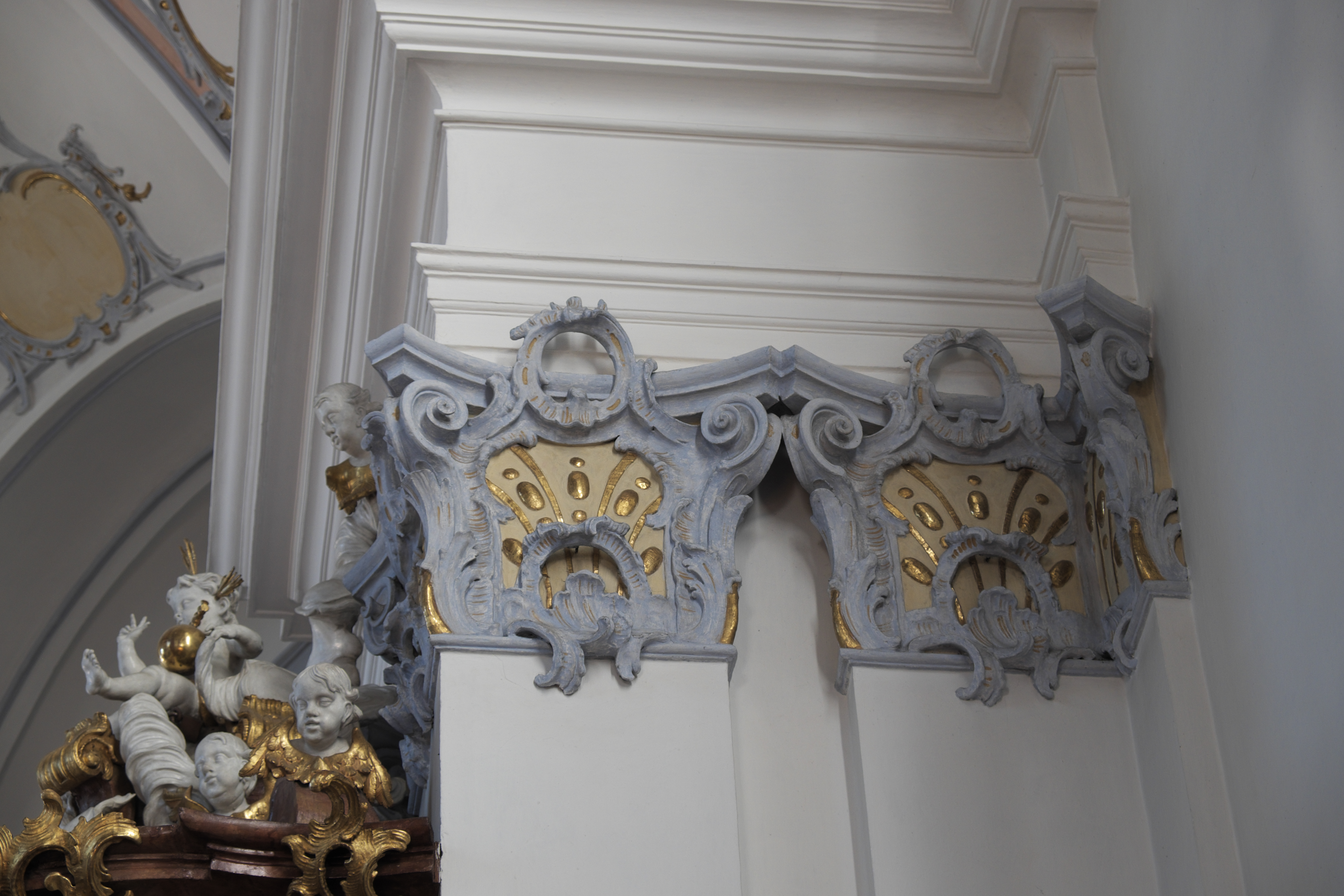
Stuckkapitelle an den Pilastern

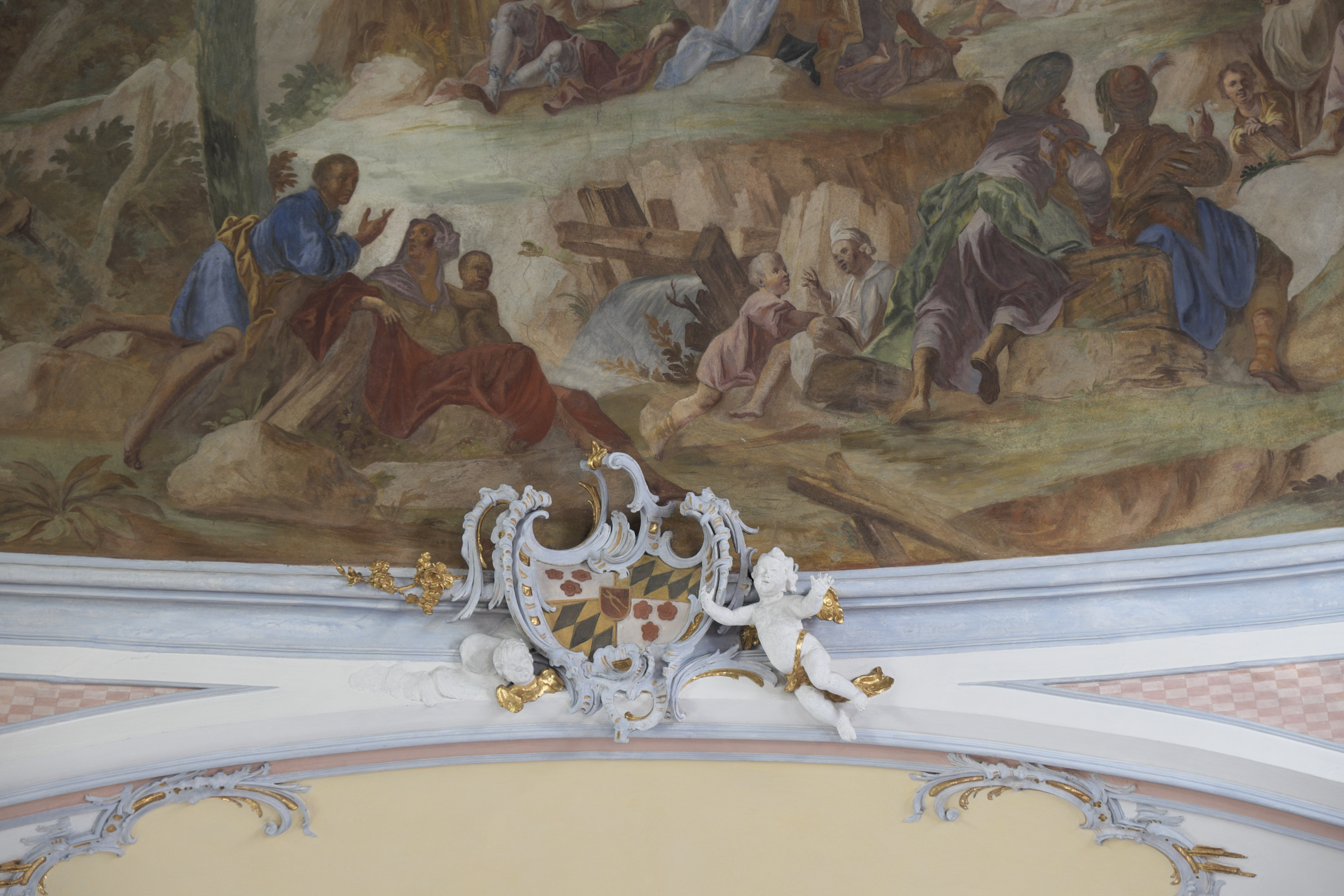
Wappen der Grafen von Toerring

Der in smalteblau gefasste Stuckdekor wurde 1767 durch Tassilo Zöpf aus Wessobrunn ausgeführt. In der Rocaillekartusche am Deckenfresko des Hauptraumes sieht man das Wappen der Grafen von Toerring, der ehemaligen Patronatsherren, umgeben von einem Engelskopf auf Wolken und einem schwebenden Putto.

## Deckenfresken
Die Deckenfresken sind Johannes dem Täufer, dem Schutzpatron der Kirche, gewidmet und wurden 1767 von Christian Wink gemalt. Das Chorfresko stellt die Taufe Jesu dar, in den beiden kleineren, seitlichen Medaillons verkörpern je zwei Putten die christlichen Tugenden, auf der linken Seite Glaube und Starkmut, auf der rechten Seite Hoffnung und Liebe.
Das große Deckenfresko im Hauptraum mit der Szene der Predigt des Johannes des Täufers trägt die Signatur „Christ. Wünck Pinxit et Invenit 1767“ (Christian Wink malte und konzipierte es 1767). Auf einer Wolke sitzt eine Gruppe von Engeln, ein darüber schwebender Engel hält ein Spruchband mit der lateinischen Inschrift „haeC VoX CLaMantIs In Deserto“ (dies ist die Stimme des Rufers in der Wüste). Die Großbuchstaben ergeben ein Chronogramm mit der Jahreszahl 1767. In den Gewölbezwickeln sind in monochromer Malerei die vier Evangelisten dargestellt.

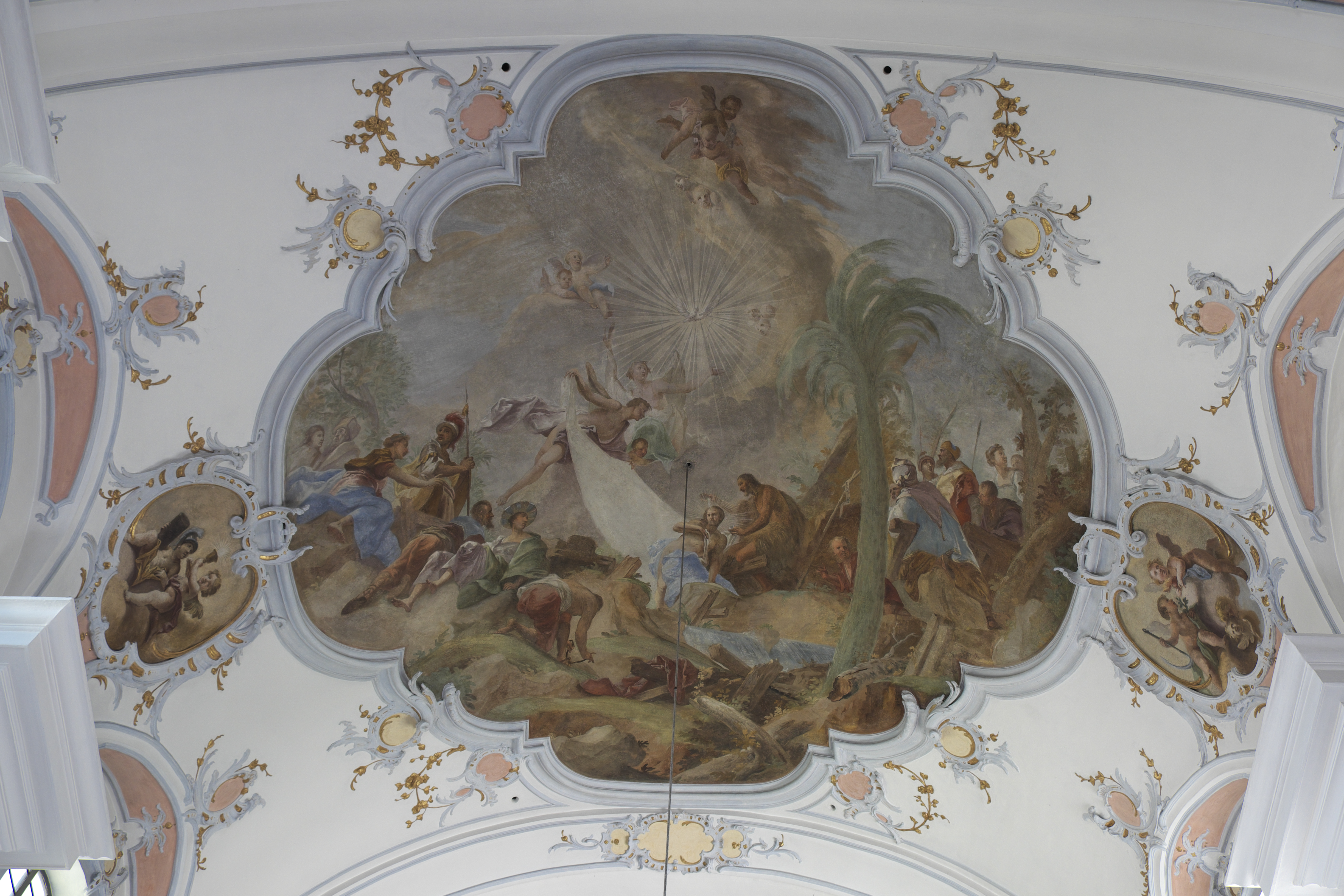
Taufe Jesu
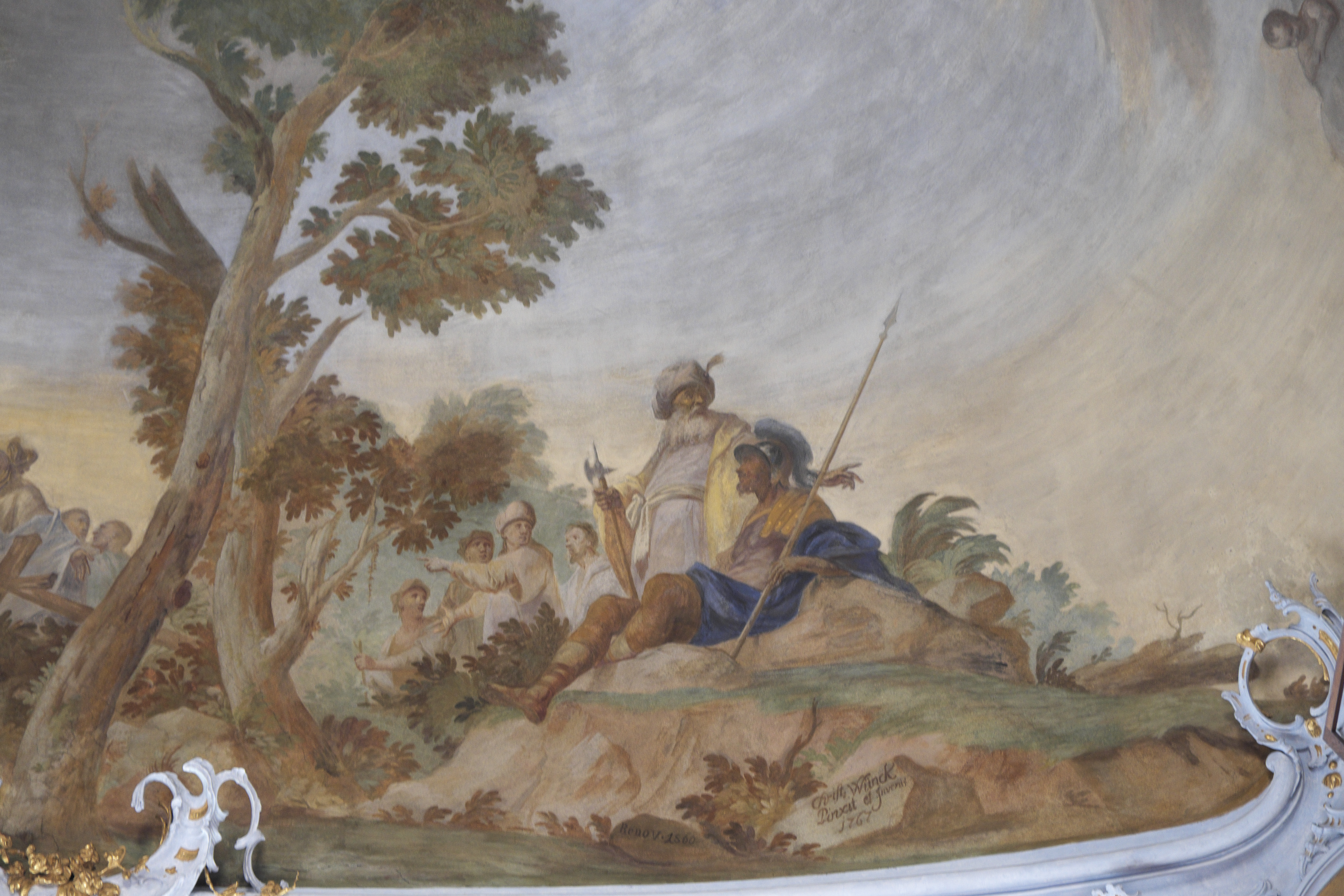
Signatur von Christian Wink
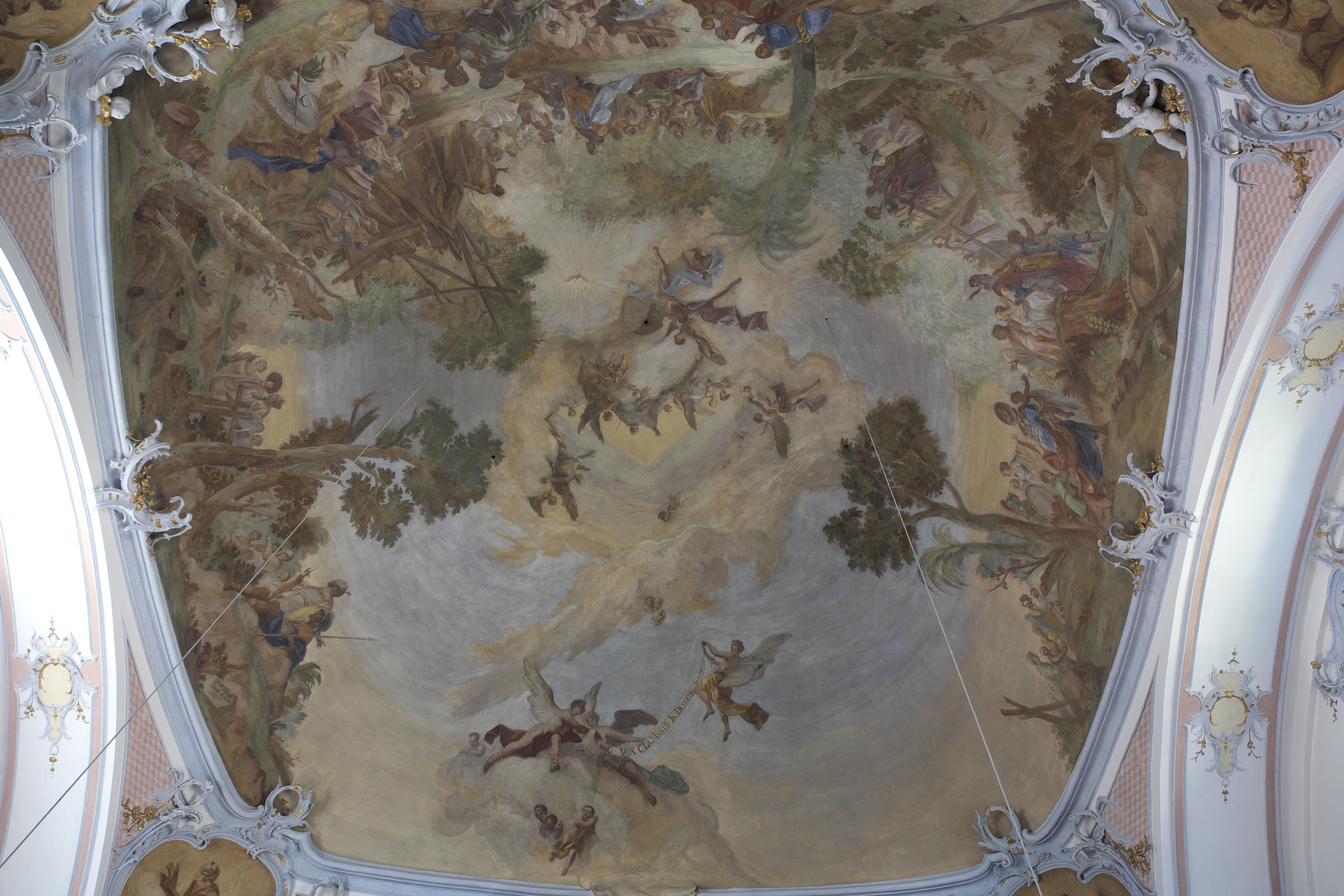
Predigt des Johannes des Täufers, unten Engel mit Spruchband und Chronogramm
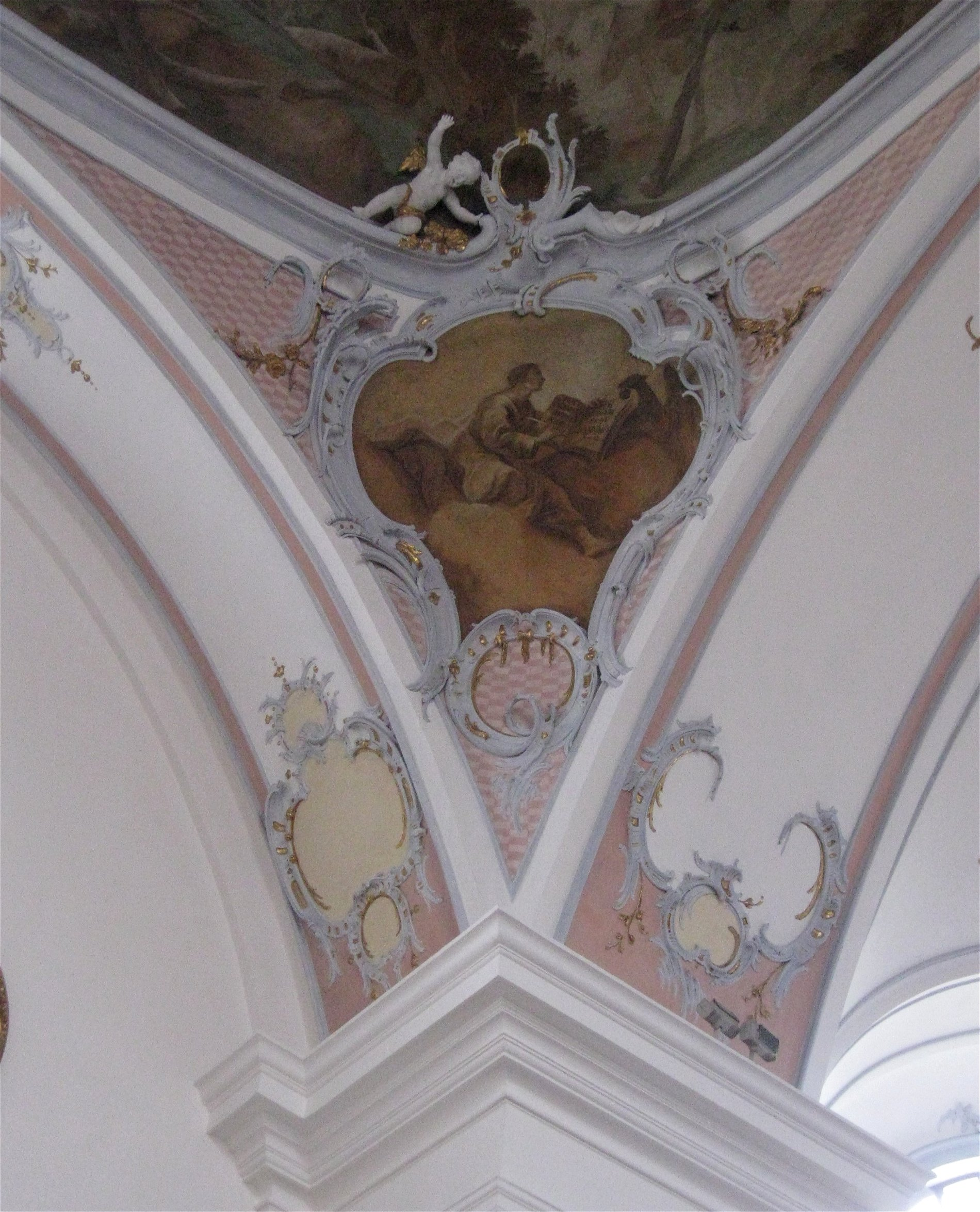
Evangelist Johannes

## Ausstattung

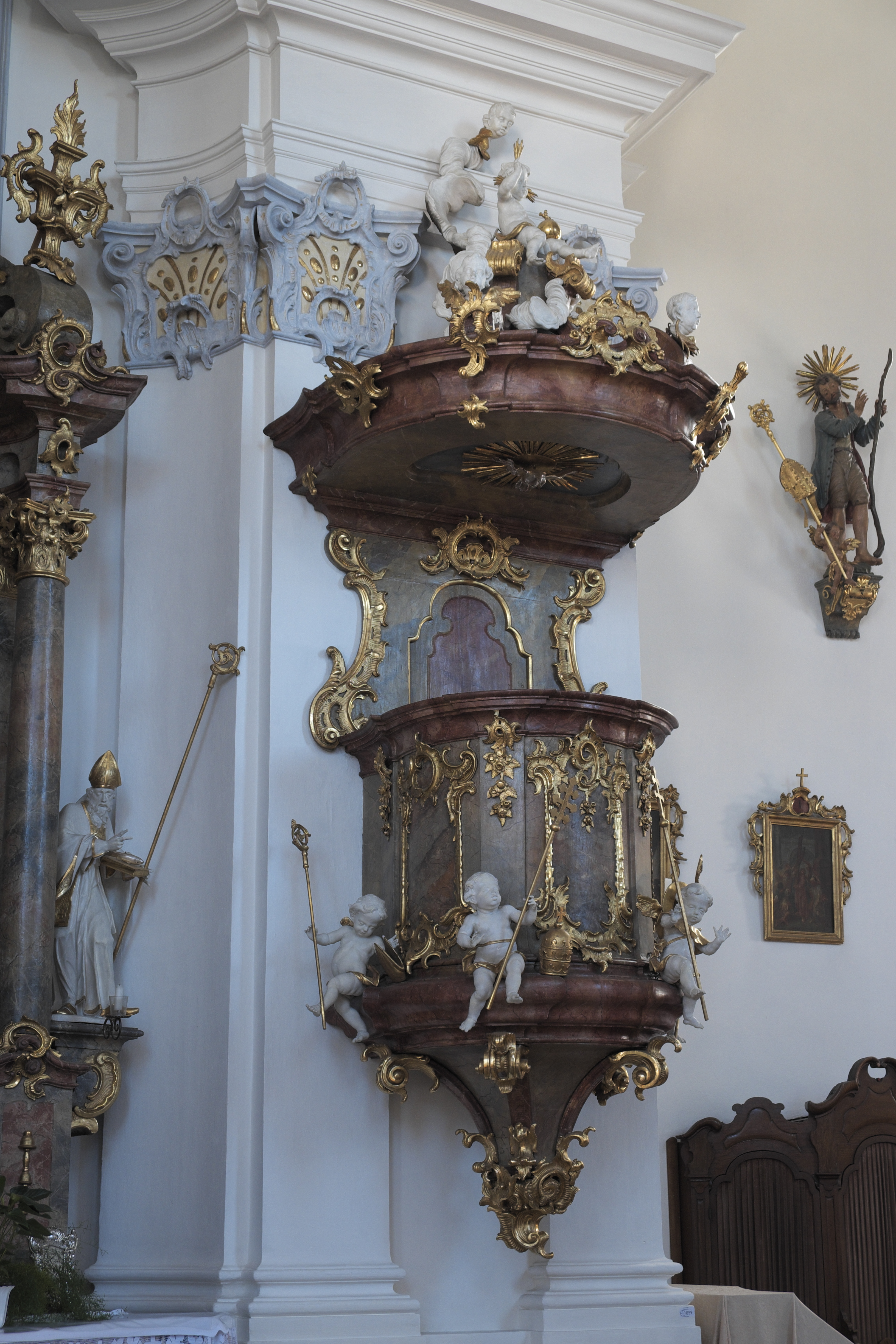
Kanzel

- Der Hochaltar wurde 1769 von Franz Xaver Schmädl geschaffen. Die lebensgroßen Seitenfiguren stellen Johannes den Täufer und Johannes den Evangelisten dar. Im Auszug schwebt Gottvater, der die Weltkugel in Händen hält. In der Mitte des Altars steht eine Mondsichelmadonna aus der Zeit um 1860.
- Die Seitenaltäre wurden 1768 von Franz Joseph Pfeiffenhofer aus Türkheim angefertigt. Am linken Altar sieht man die Heiligen Florian und Sebastian, die Figuren am rechten Altar stellen vermutlich den Papst Sylvester, den Viehpatron, und den Schutzpatron des Bistums Augsburg, den heiligen Ulrich, dar.
- Von Franz Joseph Pfeiffenhofer wurde auch die marmorierte Kanzel geschaffen. Am Kanzelkorb sitzen Engelsputten mit den Attributen der vier lateinischen Kirchenväter.
- Die Prozessionsstange mit der Figurengruppe Heiliger Wandel aus der Zeit um 1720 erinnert an die in Inning im Jahr 1700 gegründete Bruderschaft Jesu, Maria und Joseph.
- Aus der Zeit um 1720 stammt auch die Figur der Mater dolorosa gegenüber der Kanzel.
- Die Schnitzfigur des heiligen Wendelin wird ebenfalls um 1720/30 datiert.
- Die Aufsätze auf den Beichtstühlen aus der ersten Hälfte des 18. Jahrhunderts sind mit den Reliefs des Apostels Petrus und der Büßerin Maria Magdalena verziert.

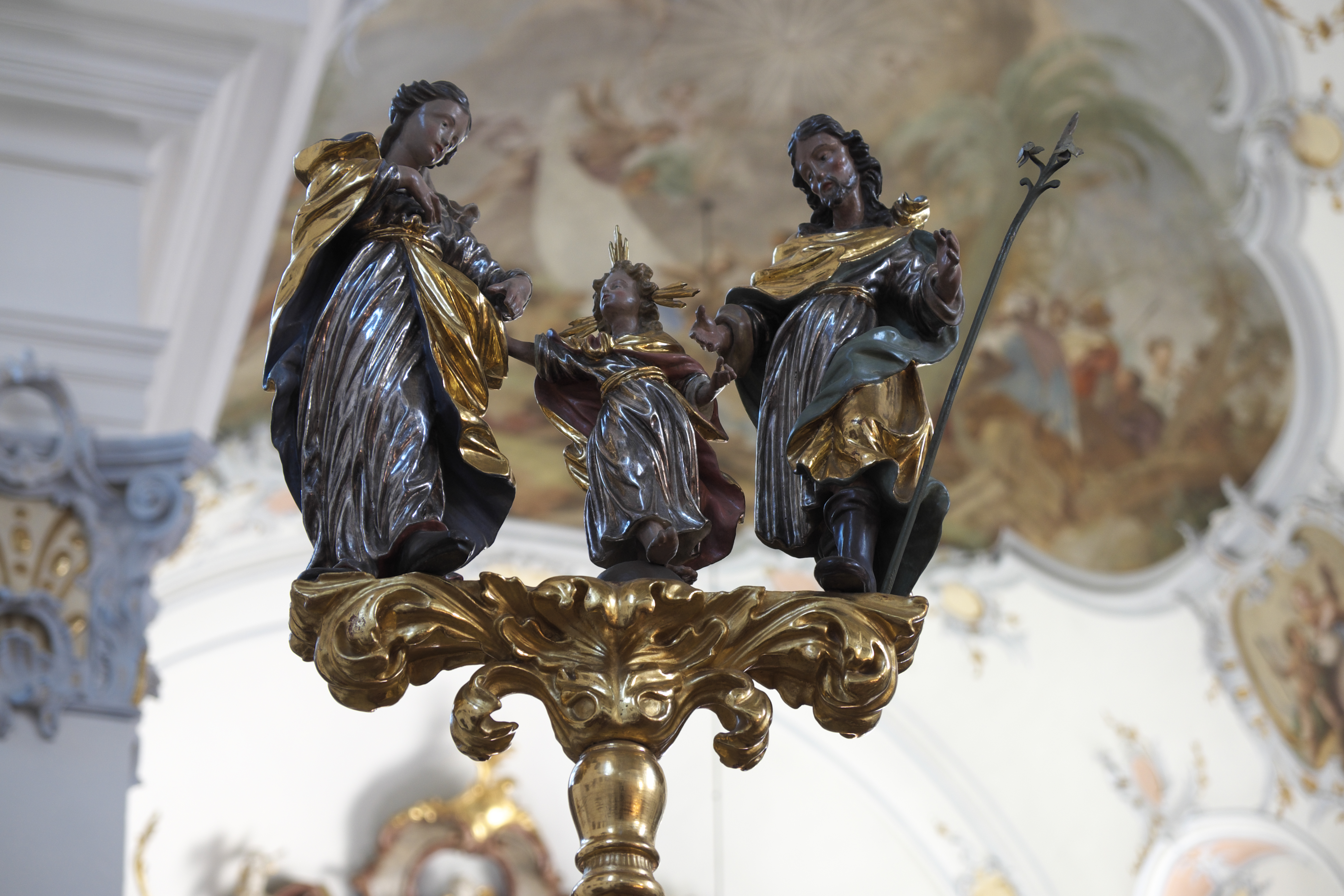
Heiliger Wandel
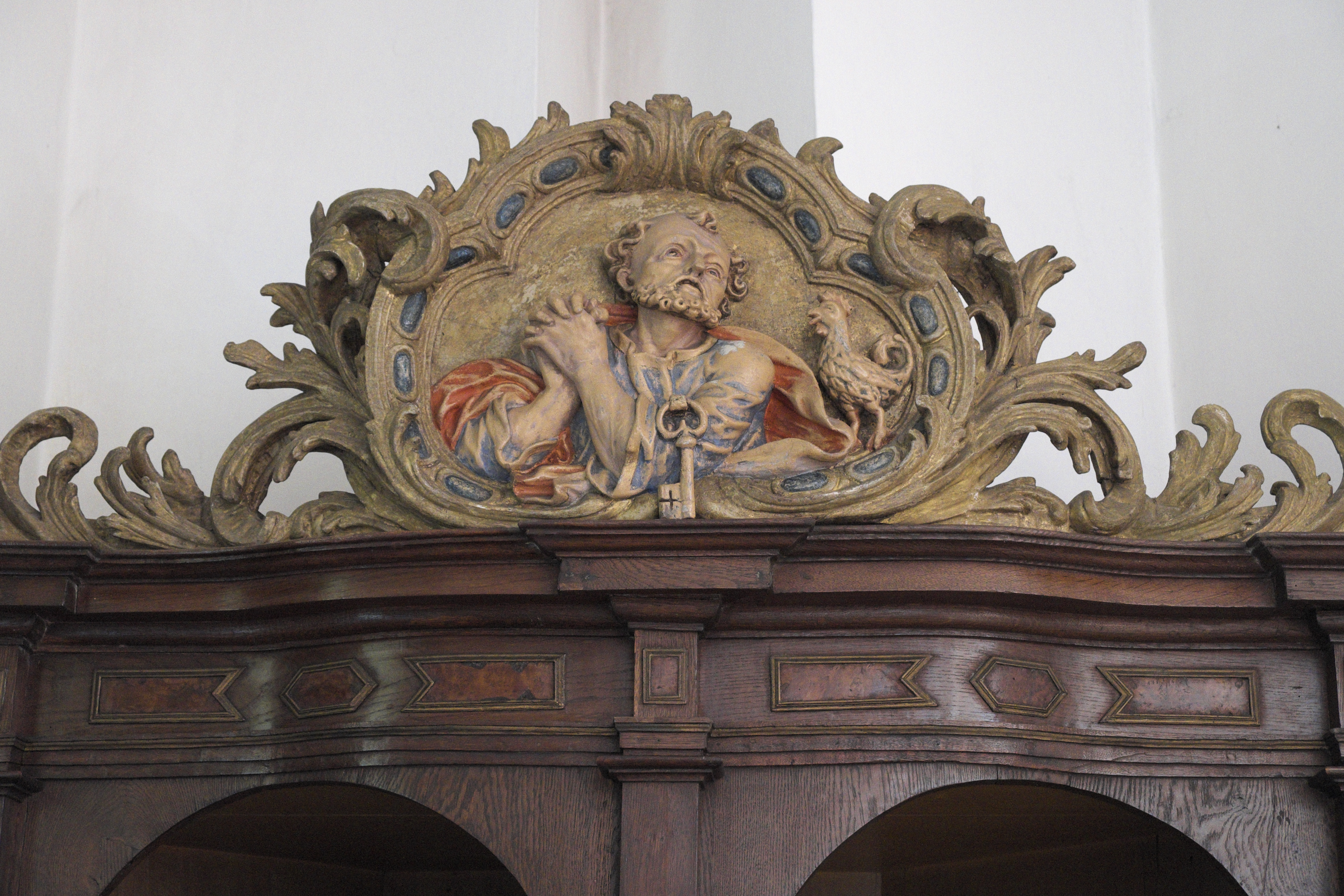
Beichtstuhl, Apostel Petrus
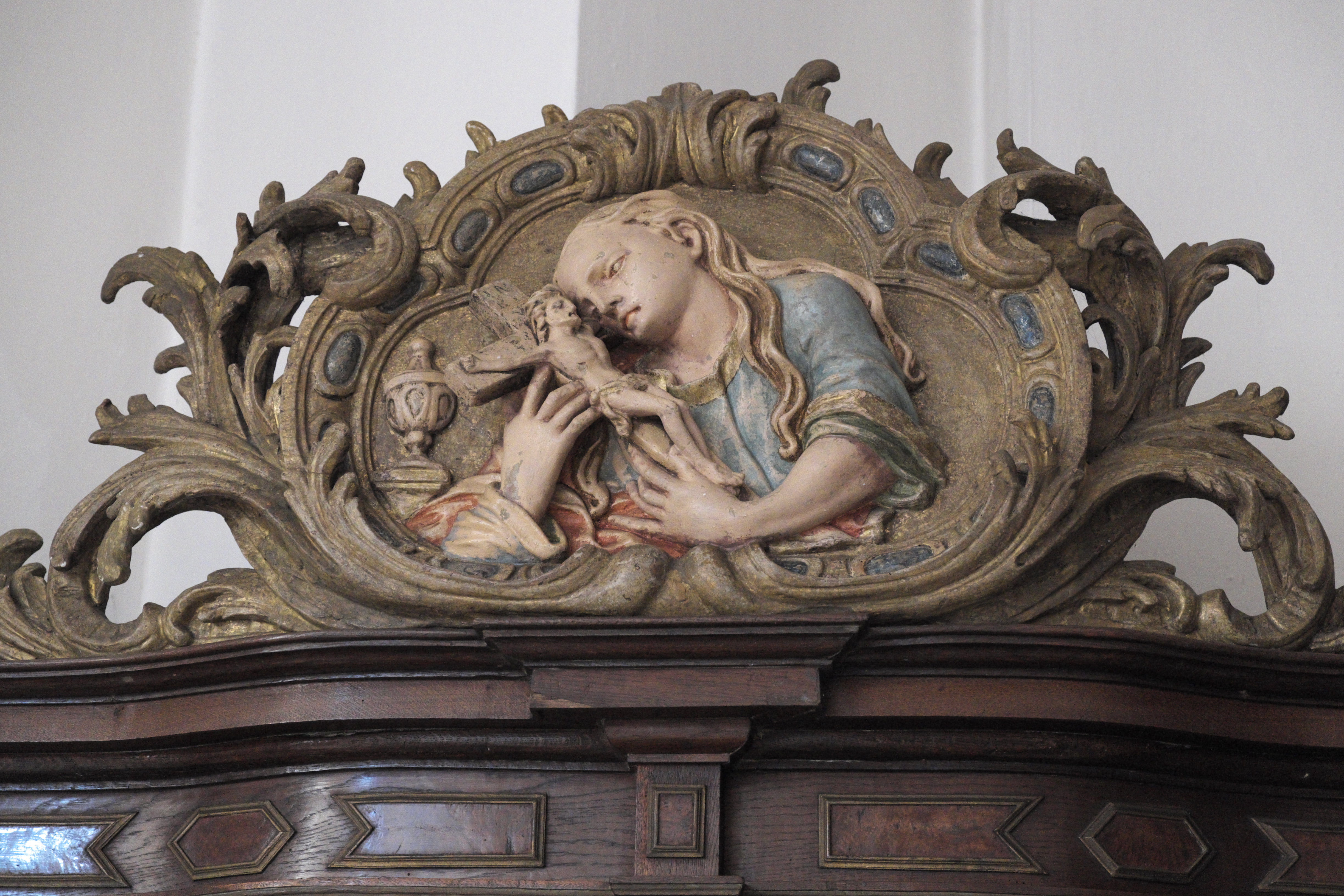
Beichtstuhl, Maria Magdalena
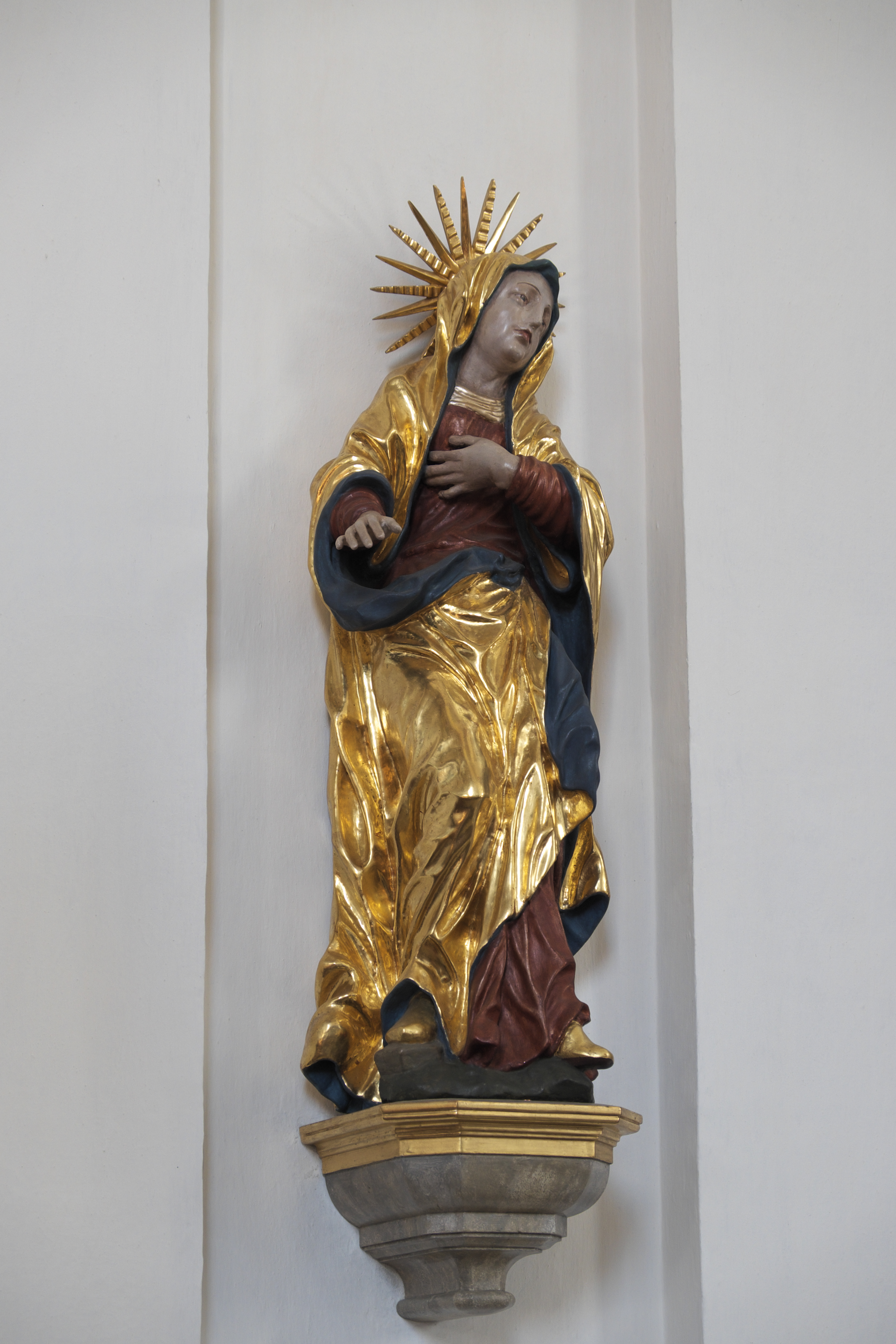
Mater dolorosa

## Orgel

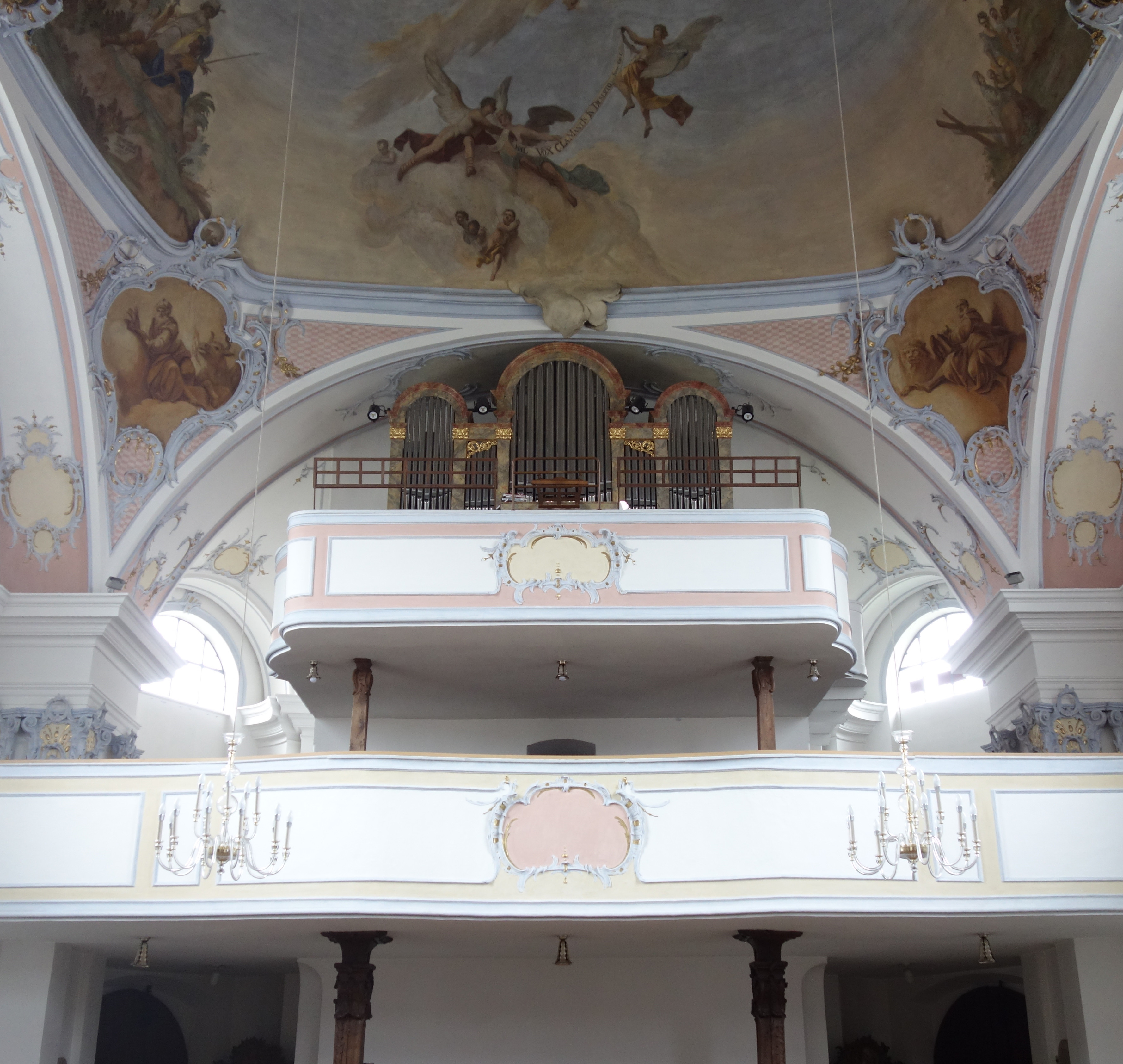
Emporen mit Orgelprospekt

Die Orgel wurde 1878 von Johann Georg Beer gebaut. Sie hat 13 Register auf zwei Manualen und Pedal. Die Disposition lautet:
| I Manual    |       |
| Principal   | 8′    |
| Doppelflöte | 8′    |
| Gamba       | 8′    |
| Octav       | 4′    |
| Flöte       | 4′    |
| Superoctav  | 2′    |
| Mixtur IV   | 1 ⁄2′ |

| II Manual        |    |
| Lieblich Gedeckt | 8′ |
| Viola            | 8′ |
| Salicional       | 8′ |
| Spitzflöte       | 4′ |

| Pedal  |     |
| Subbaß | 16′ |
| Violon | 8′  |